# Казе Цанела (Порденоне)
Казе Цанела је насеље у Италији у округу Порденоне, региону Фурланија-Јулијска крајина.
Према процени из 2011. у насељу је живело 54 становника. Насеље се налази на надморској висини од 6 м.